# Голохрили охлюви
Голохрилите охлюви (Nudibranchia) са род Коремоноги морски безгръбначни животни от тип Мекотели. Те са роднини на обикновените охлюви, които в процеса на еволюция са се освободили от черупките си и представляват само мускули, органи и кожа.

## Характеристики
Големината им обикновено е колкото пръст на човешка ръка (варират от 1,5 до 22 cm). Хрилете, които образуват снопчета на гърба им ги отличават от другите морски охлюви.
На пръв поглед изглеждат напълно беззащитни, но те са превърнали самозащитата в изкуство. Някои от тях са дебелокожи и грапави на допир, други притежават токсични секрети и копривни клетки. Други видове от голохрилите изработват отрова, но повечето от тях я продуцират от храната си. Хранейки се с токсични водни гъби, те съхраняват отровните вещества, а когато са застрашени ги отделят от кожните си клетки. Някои от тях се запасяват с капсули от ситно навити жила, които са погълнали от коралите и анемоните.
Голохрилите предуреждават своите врагове с крещящ от цветове външен вид. Други от тях, които живеят по-усамотено, може да изберат комуфлажа за своя защита, въпреки че повечето имат химически оръжия за предпазване.
Понякога едно голохрило може да изяде друго, ако то е от различен вид.
Има и определени видове риби, морски паяци и костенурки, които могат да погълнат голохрило без да пострадат.

## Разпространение
Обитават както морското дъно, така и пясъчните плитчини. Еднакво добре се чувстват както в топли, така и в студени води.

## Анатомични особености
Малките очи на голохрилите различават само светлината и мрака. Усещат света чрез сензорни израстъци (ринофори) и устни пипалца.

## Начин на живот и хранене
Голохрилите се хранят с корали и гъби, морски жълъди, хайвер и малки рибки.

## Размножаване
Хермафродити са и могат да се оплождат взаимно. Според вида им снасят яйца във форма на спирали, ленти или купчинки – до два милиона наведнъж.

## Допълнителни сведения
Учените са описали само около половината от всички съществуващи видове голохрили. Повечето от тях живеят около година и после изчезват, защото техните меки телца не оставят никаква следа за живота им.

## Класификация
- Разред Голохрили охлюви
  - Подразред Dexiarchia Schrödl et al., 2001
    - Семейство Charcotiidae Odhner, 1926
    - Семейство Dironidae Eliot, 1910
    - Семейство Dotidae Gray, 1853
    - Семейство Embletoniidae Pruvot-Fol, 1954
    - Семейство Goniaeolididae Odhner, 1907
    - Семейство Heroidae Gray, 1857
    - Семейство Madrellidae Preston, 1911
    - Семейство Pinufiidae Marcus & Marcus, 1960
    - Инфраразред Aeolidida Cuvier, 1798
      - Надсемейство Aeolidioidea Gray, 1827
        - Семейство Aeolidiidae Orbigny, 1834
        - Семейство Facelinidae Bergh, 1889
        - Семейство Glaucidae Gray, 1827
        - Семейство Piseinotecidae Edmunds, 1970
        - Семейство Unidentiidae Millen & Hermosillo, 2012

      - Надсемейство Fionoidea Gray, 1857
        - Семейство Calmidae Iredale & O'Donoghue, 1923
        - Семейство Eubranchidae Odhner, 1934
        - Семейство Fionidae Gray, 1857
        - Семейство Pseudovermidae Thiele, 1931
        - Семейство Tergipedidae Bergh, 1889

      - Надсемейство Flabellinoidea Bergh, 1889
        - Семейство Flabellinidae Bergh, 1889
        - Семейство Notaeolidiidae Eliot, 1910

    - Инфраразред Dendronotida Odhner, 1934
      - Надсемейство Tritonioidea Lamarck, 1809
        - Семейство Aranucidae Odhner, 1936
        - Семейство Bornellidae Bergh, 1874
        - Семейство Dendronotidae Allman, 1845
        - Семейство Hancockiidae MacFarland, 1923
        - Семейство Lomanotidae Bergh, 1890
        - Семейство Phylliroidae Menke, 1830
        - Семейство Scyllaeidae Alder & Hancock, 1855
        - Семейство Tethydidae Rafinesque, 1815
        - Семейство Tritoniidae Lamarck, 1809

    - Инфраразред Euarminida Odhner, 1939
      - Надсемейство Arminoidea  Rafinesque, 1814
        - Семейство Arminidae  Iredale & O'Donoghue, 1923
        - Семейство Doridomorphidae Marcus & Marcus, 1960

    - Инфраразред Pseudoeuctenidiacea Tardy, 1970
      - Надсемейство Doridoxoidea Bergh, 1900
        - Семейство Doridoxidae Bergh, 1899

  - Подразред Euctenidiacea Tardy, 1970
    - Инфраразред Doridacea Thiele, 1931
      - Надсемейство Doridoidea Rafinesque, 1815
        - Семейство Actinocyclidae O'Donoghue, 1929
        - Семейство Cadlinidae Bergh, 1891
        - Семейство Chromodorididae Bergh, 1891
        - Семейство Discodorididae Bergh, 1891
        - Семейство Dorididae Rafinesque, 1815

      - Надсемейство Onchidoridoidea Gray, 1827
        - Семейство Akiodorididae Millen & Martynov, 2005
        - Семейство Goniodorididae H. Adams & A. Adams, 1854
        - Семейство Onchidorididae Gray, 1827

      - Надсемейство Phyllidioidea Rafinesque, 1814
        - Семейство Dendrodorididae O'Donoghue, 1924
        - Семейство Mandeliidae Valdés & Gosliner, 1999
        - Семейство Phyllidiidae Rafinesque, 1814

      - Надсемейство Polyceroidea Alder & Hancock, 1845
        - Семейство Aegiridae P. Fischer, 1883
        - Семейство Gymnodorididae Odhner, 1941
        - Семейство Hexabranchidae Bergh, 1891
        - Семейство Okadaiidae Baba, 1930
        - Семейство Polyceridae Alder & Hancock, 1845

    - Инфраразред Gnathodoridacea Odhner, 1934
      - Надсемейство Bathydoridoidea Bergh, 1891
        - Семейство Bathydorididae Bergh, 1891